# Sineleotris
Sineleotris – rodzaj ryb z rodziny Odontobutidae.

## Klasyfikacja
Gatunki zaliczane do tego rodzaju:
- Sineleotris chalmersi
- Sineleotris namxamensis
- Sineleotris saccharae